# ديبورتيفو مارتي
نادي ديبورتيفو مارتي (بالإسبانية: Club Deportivo Marte)‏ نادي كرة قدم مكسيكي يلعب في دوري الدرجة الممتازة . تم تأسيس النادي في سنة 1928 .